# 莱斯特·莱恩
莱斯特·E·莱恩（英語：Lester E. Lane，1932年3月6日—1973年9月5日），生于俄克拉荷马州珀塞尔，美国男子篮球运动员，曾代表美国参加1960年夏季奥运会男子篮球比赛，并获得金牌。1973年9月5日，莱恩因心脏病去世。